# Protirelinreceptorer
Protirelinreceptorer eller TRH-receptorer är receptorer för neuropeptider på cellytan i adenohypofysen och i nervsystemet, som binder TRH så att det ska bli verksamt.
Protirelinreceptorer på adenohypofysens cellytor verkar genom att binda TRH dit, så att TRH kan informera cellens innandöme att bilda TSH. Det verkar också via nervceller; när TRH binds dit regleras neurotransmittorer.
Blodvärdet av östrogen och tyreoideahormoner påverkar mängden protirelinreceptorer; antalet receptorer ökar av administration av östrogen och minskar av tyreoideahormoner. Högre värden av östrogen tenderar att leda till att TRH bildar mer prolaktin än tyreoideahormoner.